# El hombre dorado
El hombre dorado (en inglés: The Golden Man) es un relato escrito por Philip K. Dick en abril de 1954.

## Argumento
El relato tiene lugar en un escenario décadas posterior a una guerra nuclear, pero no es un escenario apocalíptico, ya que el mundo ha sido reconstruido y hay granjas y cafeterías como las de antes de la guerra. Sin embargo, a consecuencia de la radiación, a menudo aparecen mutantes que son perseguidos por patrullas especiales, detenidos y, finalmente, eliminados.
El mutante protagonista de este relato es un individuo especial. Carece de lóbulo frontal, por lo que carece de inteligencia. Es incapaz de abstracción o de razonamiento simbólico alguno. En este sentido, es inferior a la mayor parte de las aves o mamíferos y más semejante a los reptiles.
Sin embargo, no necesita inteligencia para sobrevivir, ya que posee un conocimiento perfecto del futuro inmediato. Es capaz de ver todas las líneas de acción futura (si bien de forma más difusa cuanto más alejadas están en el tiempo). En contrapartida, es incapaz de recordar el pasado.
De esta forma, el siguiente paso de la evolución humana no es un ser más inteligente, sino todo lo contrario. En el relato se argumenta que la inteligencia ha hecho del hombre un ser demasiado reflexivo e incapaz de acción. El hombre dorado es todo lo contrario: un ser de acción puro, sin sombras de razonamiento que lo hagan vacilar en la toma de decisión de sus actos.

## Adaptación cinematográfica
Este relato ha inspirado la película Next.